# Парк партизанской славы (Киев)
Парк «Партизанская слава» — регионально-ландшафтный парк в Дарницком районе города Киева. Находится между улицами Тростянецкой и Дениса Антипова. Часть Никольского лесного массива была включена в границы Дарницкого района города в 1965 году для организации тут районного парка культуры и отдыха «Партизанская слава».

## Описание

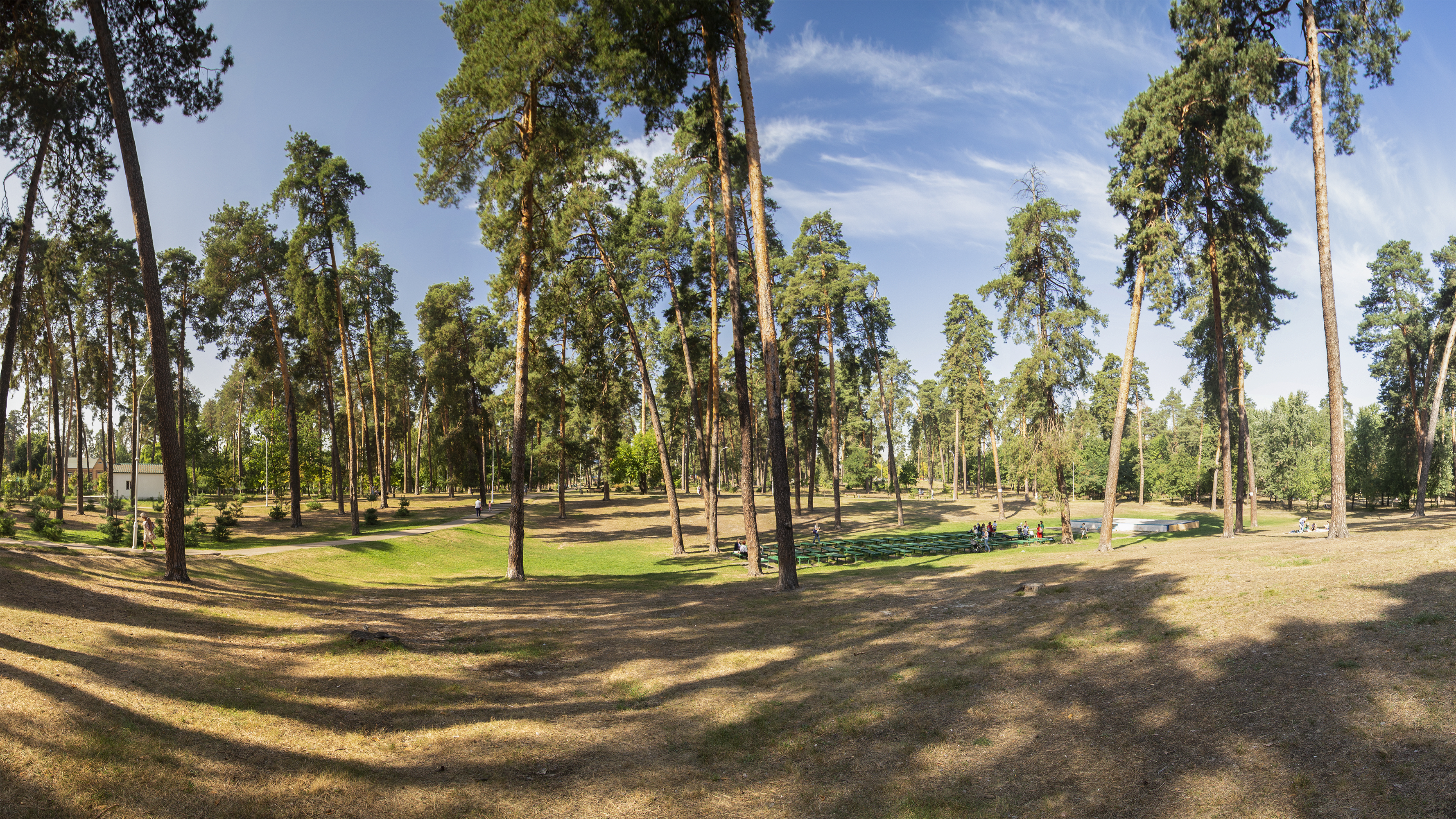
Парк Партизанской Славы

Парк был учреждён в 1970 году. Его композиционным центром является мемориальная зона с Музеем партизанской славы, амфитеатром для проведения традиционных встреч бывших бойцов партизанских отрядов и соединений, где проводятся митинги и праздничные мероприятия. В этой зоне организованы подзоны — партизанский арсенал с землянками, партизанский огонь и т. д.. Тут также установлен памятный знак в честь боевой сплочённости партизанских бригад в годы Великой Отечественной войны.
Кроме зоны торжественно-массовых мероприятий, в парке имеется ещё шесть функциональных зон: зрелищных и культурно-образовательных мероприятий, экспозиционно-тематическая, спортивная, отдыха детей, тихого отдыха, хозяйственная. Тут сохранены ландшафты природного леса, они дополнены парковыми чертами. Привлекают внимание основные парковые дороги: большая сосновая аллея и большое прогулочное кольцо. На аллеях установлены тематические скульптурные композиции из дерева. Имеются также городок аттракционов, летний кинотеатр, декоративный бассейн, обустроенные лесные озёра.
Парк был создан на базе соснового леса. Общая площадь парка — 111,97 га, насаждениями занято более 100 га территории парка, водоёмами — 3,4 га, зданиями — 0,3 га.
В парке представлено пять типов садово-парковых ландшафтов: лесной, парковый, луговой, садовый, регулярный. 90 % территории насаждений относятся к лесному и парковому типам, которые занимают приблизительно одинаковые площади (46 и 45 га). Луговой ландшафт представлен участками возле трёх озёр (6,0 га), незначительные площади занимают садовый (1,1 га) и регулярный (0,6 га) ландшафты. Значительную часть парка (32 % территории) покрывает редколесье сосны обыкновенной. Под ним созданы культуры сосны обыкновенной и декоративные насаждения разных видов.
Всего в парке произрастает 36 видов древесных растений. Среди них преобладает сосна обыкновенная, растут клён сахарный, робиния псевдоакация, рябина обыкновенная, берёза повислая, дуб красный, дуб обыкновенный, липа сердцевидная. Около 9 га в парке занимают поляны.

## Реконструкция
В 2018 году был начат капитальный ремонт центральной части парка — около 8 гектаров. Здесь были обустроены дорожки с ФЭМ-покрытием, установлены новые скамейки и урны, отремонтированы общественный туалет и бюветный комплекс, установлена детская площадка с резиновым покрытием на площади 490 м². Также осуществили благоустройство и озеленение территории. Для прогулок у водоемов создана деревянная смотровая площадка общей площадью 285,6 м². Для заезда спецтранспорта, обслуживающего парк, устроено 1 950 м² асфальтового покрытия. На входной группе устроено видеонаблюдение. Было заменено 67 светильников на светодиодные.
14 июня 2020 в парке заработал новый световой фонтан. Фонтан имеет уникальную конструкцию: 5 арок высотой от 6 до 7,7 м создают водопад, а между струями воды, что поднимаются снизу, создающие проход. Для создания водного рисунка было установлено 464 форсунки. В вечернее время фонтан подсвечивается с помощью LED-светильников общей мощностью 3 600 Вт, воспроизводящие 16,7 млн оттенков. Кроме того, есть интерактивный режим, который запускает различные сценарии. Вокруг фонтана установлены деревянные парапетные ряды протяженностью более 230 м. Фонтан в парке Партизанской славы 12 августа 2020 г. был внесен в Национальный реестр рекордов Украины как самый высокий световой пешеходный фонтан.
12 августа 2020 городской глава Киева Виталий Кличко провёл инспекцию ремонта центральной части парка. На обновленной части парка было проведено дополнительное озеленение. Также были высажены клены, березу, магнолию, сакуру, кустовую вишню, сливы, чтобы добавить цвета входной группе; для цветников были использовали многолетние цветы.

## Галерея

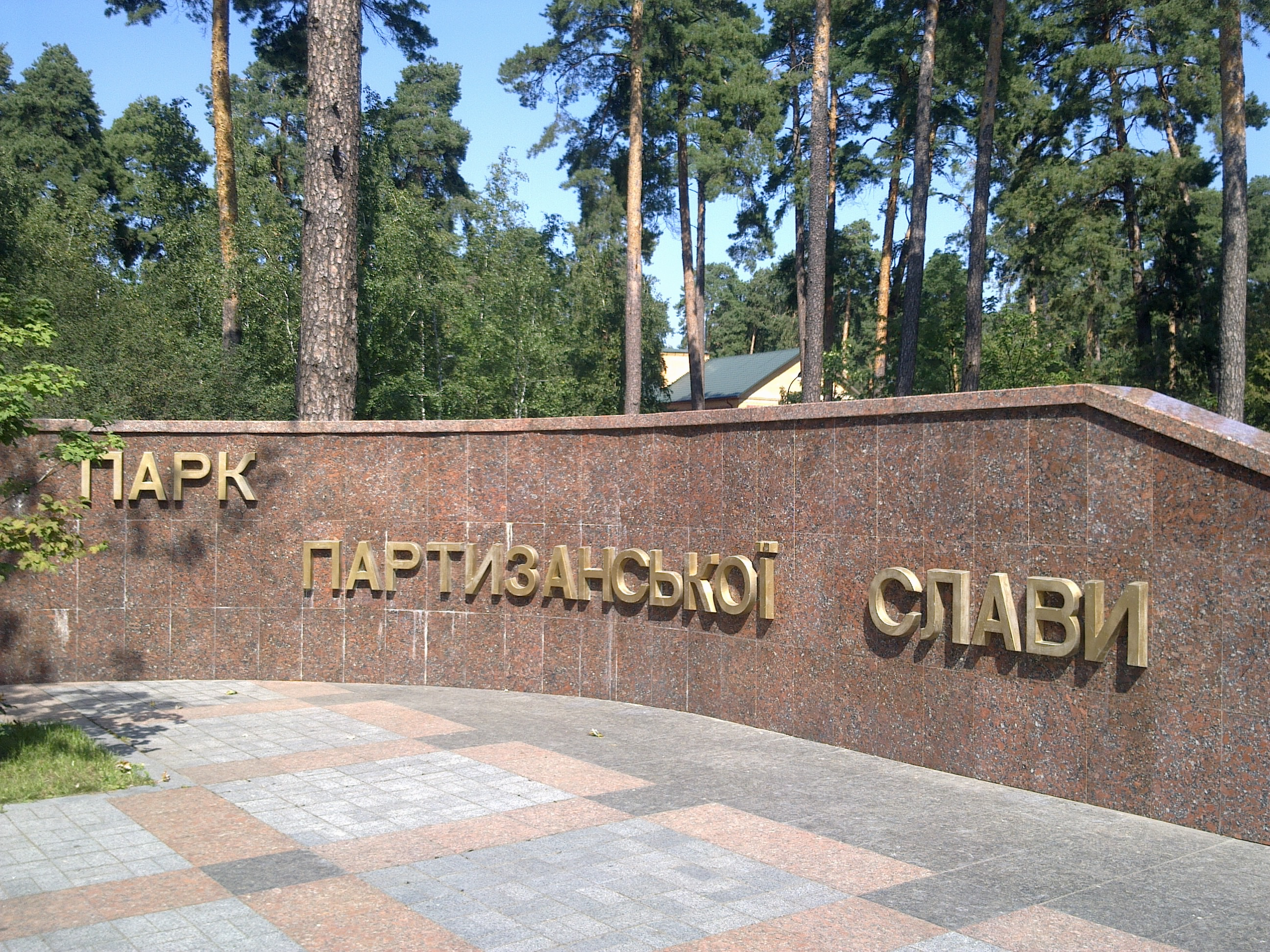
При входе в парк
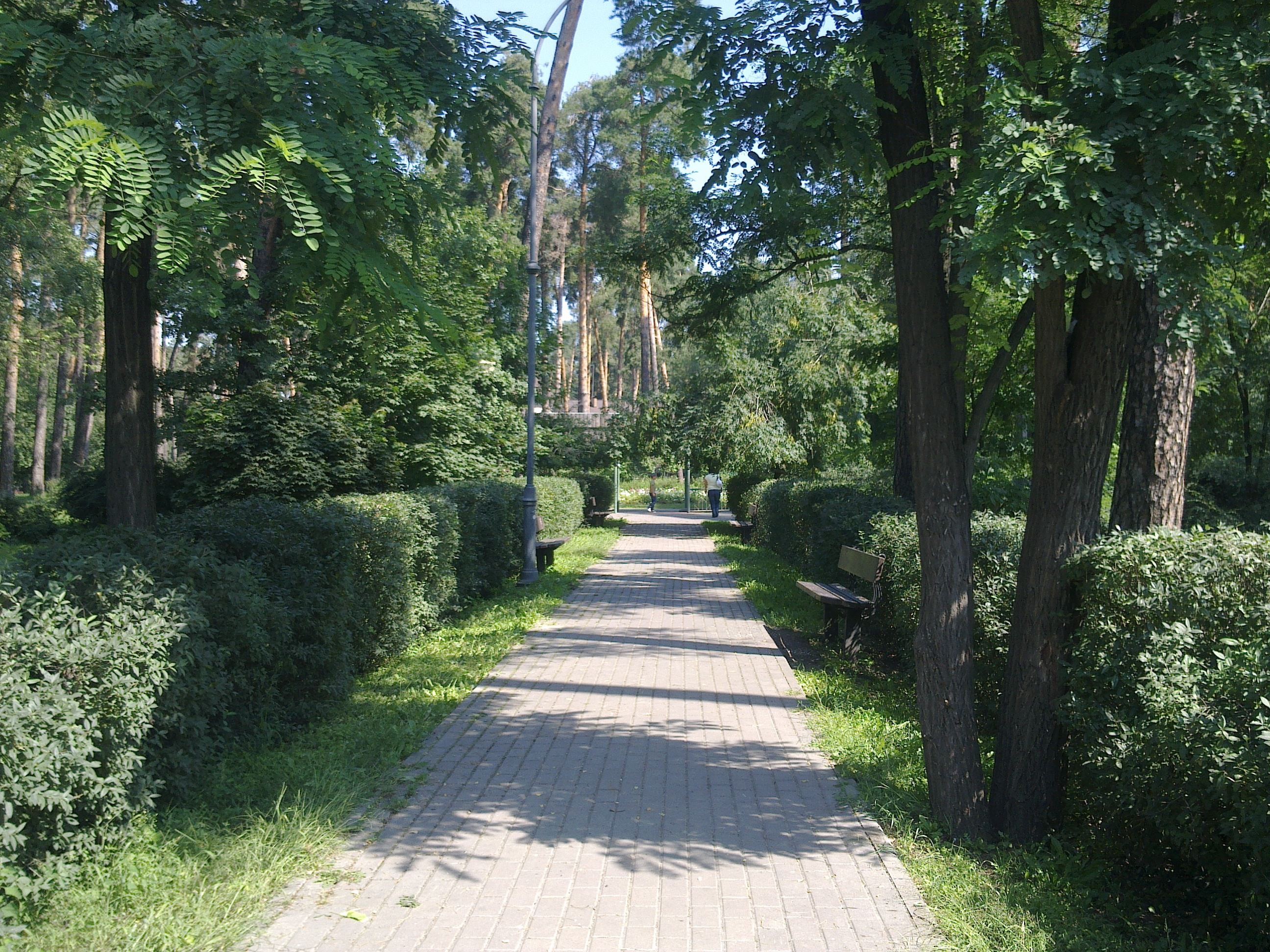
На территории парка
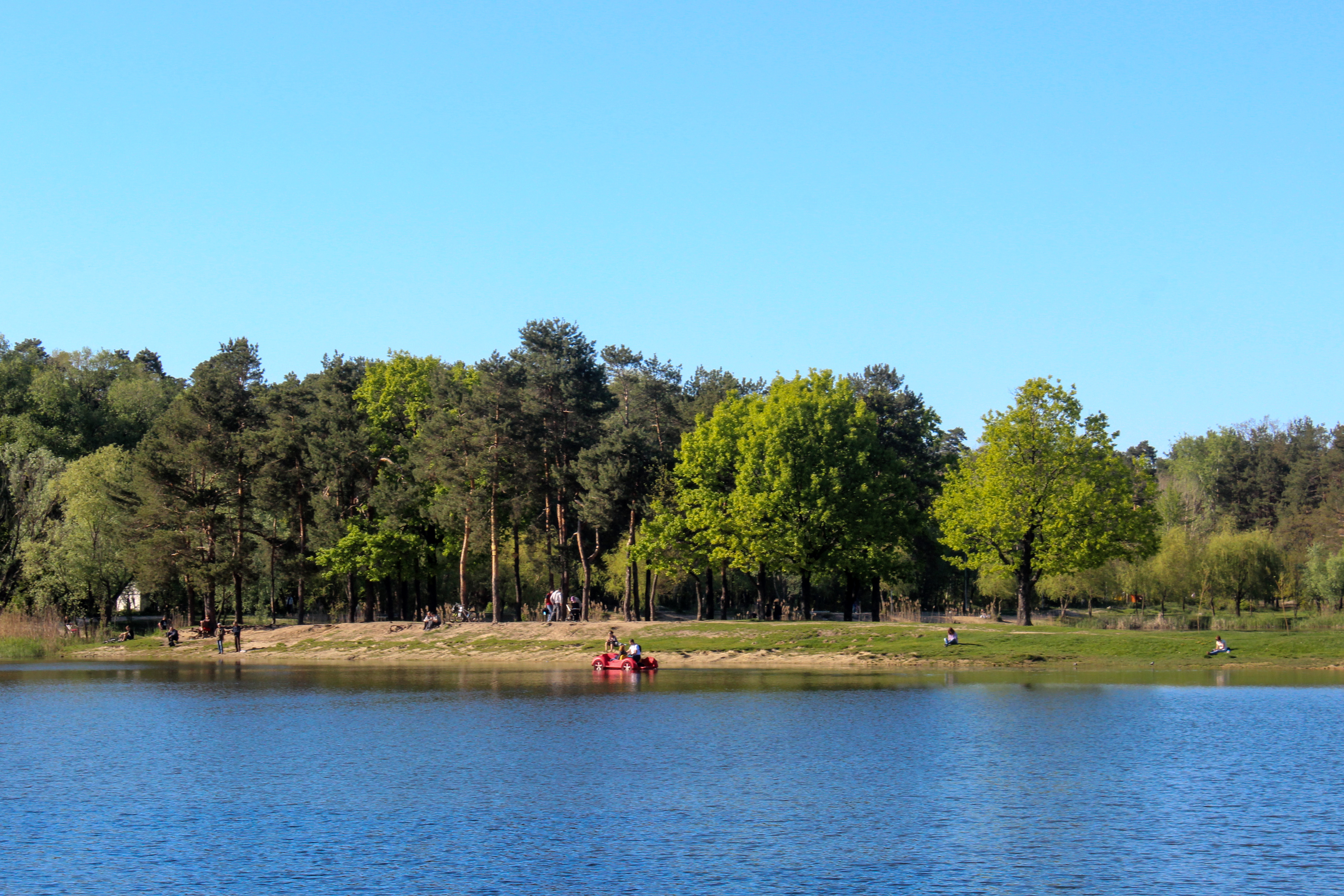
Озеро
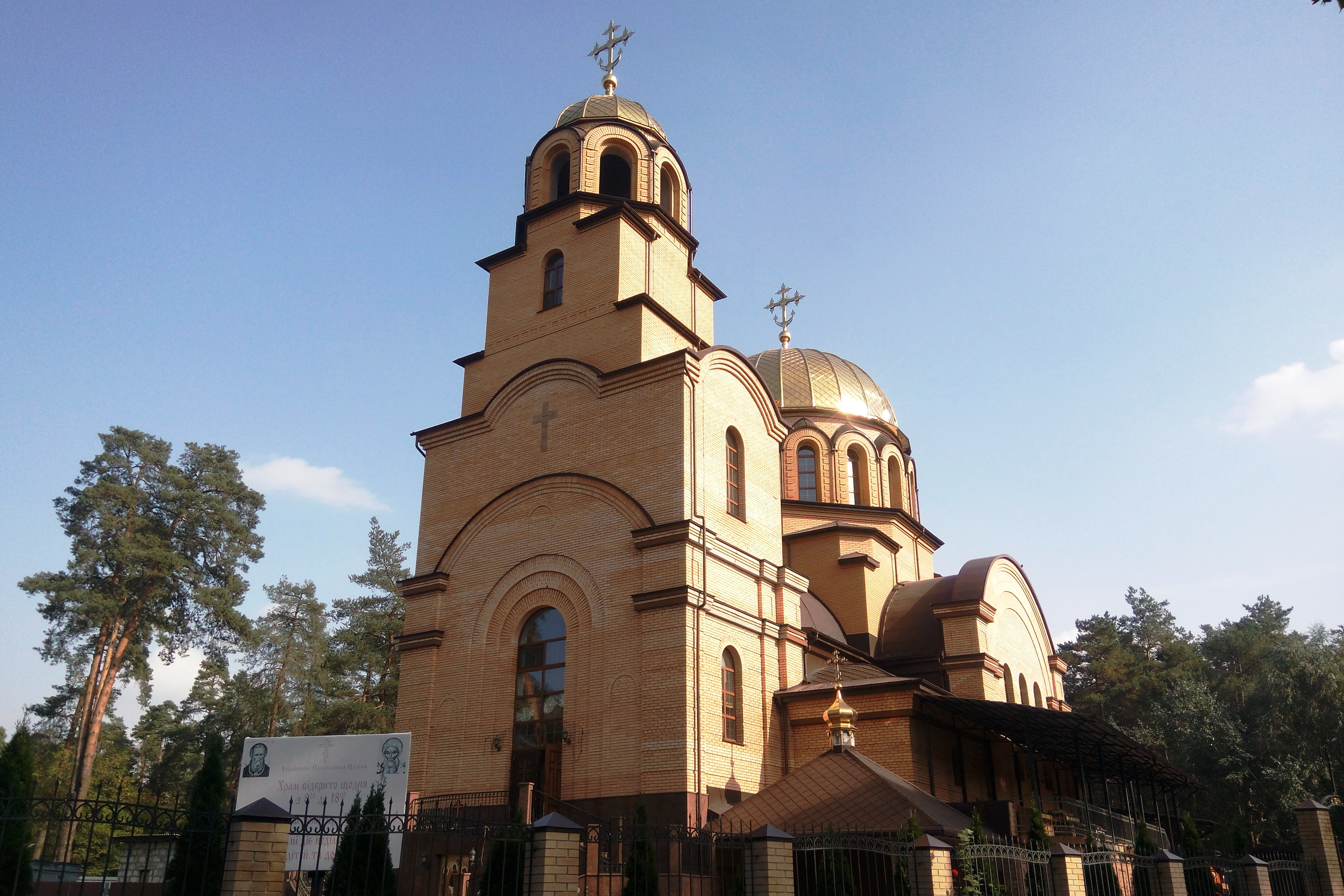
Церковь святого Иоанна Кронштадтского